# Nekrolog 1494
Nekrolog
◄◄
| ◄
| 1490
| 1491
| 1492
| 1493
| 1494 | 1495 | 1496 | 1497 | 1498 | ► | ►►
Weitere Ereignisse | Allgemeiner Nekrolog 1494
Die Beschreibung der verstorbenen Person sollte so kurz wie möglich gehalten sein und nur deren signifikante Tätigkeit(en) enthalten.
Neue Namen ggf. auch unter dem Geburts- und Sterbedatum, also etwa unter 1. Januar und im Geburts- und Sterbejahr (2024) eintragen (nur bei entsprechender großer Wichtigkeit). Für Beispiele siehe die schon vorhandenen Artikel.
Außerdem über die fünf zuletzt Verstorbenen, zu denen es einen ausreichend guten Artikel für eine Präsentation auf der Hauptseite gibt, nach der todesbedingten Überarbeitung der Artikel ggf. auch unter Wikipedia Diskussion:Hauptseite informieren und sie am besten auch in den anderen Wikipedia-Sprachversionen eintragen. Tipp: Regelmäßig bei news.google.de nach „ist tot“, „gestorben“ oder „verstorben“ suchen.
Wenn eine Person gestorben ist, gibt es viele Seiten zu dieser Person in der Wikipedia, die davon auch betroffen sind und entsprechend aktualisiert werden müssen. Beispiele: Namenübersichtsseite, Geburtsjahr, Geburtsort-Seiten und viele mehr.
Wie finde ich die betroffenen Seiten?
Im Suchfeld auf der linken Seite gibt man den Suchbegriff so ein: „Vorname Nachname“. Dann klickt man auf Volltext und alle Seiten mit entsprechendem Suchtext werden aufgerufen. Hier sieht man dann schnell, wo auch das Todesjahr Sinn macht oder sogar ein Teil des Artikels angepasst werden muss. Auch hilft das „Werkzeug“ auf der linken Seite sehr gut, um solche Seiten aufzufinden: „Links auf diese Seite“. Somit ist die Wikipedia wieder aktuell in allen Bereichen! Hinweis: bei Eintragung der Kategorie „Gestorben JAHR“ wird der Missbrauchsfilter 49 ausgelöst, was jedoch nicht schlimm ist. Siehe: Spezial:Missbrauchsfilter/49
Dies ist eine Liste von im Jahr 1494 verstorbenen bekannten Persönlichkeiten. Die Einträge erfolgen innerhalb der einzelnen Daten alphabetisch sortiert. Tiere sind im Nekrolog für Tiere zu finden.

## Januar
| Tag        | Name                 | Beruf, bekannt als                    | Alter | Beleg |
| ---------- | -------------------- | ------------------------------------- | ----- | ----- |
| 11. Januar | Domenico Ghirlandaio | italienischer Maler                   |       |       |
| 20. Januar | Seongjong            | 9. König der Joseon-Dynastie in Korea | 36    |       |
| 25. Januar | Ferdinand I.         | König von Neapel                      | 69    |       |

## Februar
| Tag         | Name                                   | Beruf, bekannt als                                                      | Alter | Beleg |
| ----------- | -------------------------------------- | ----------------------------------------------------------------------- | ----- | ----- |
| 16. Februar | Peter Wimars                           | deutscher katholischer Geistlicher, Stiftsdechant in Aachen             |       |       |
| 22. Februar | Reginald Grey, 7. Baron Grey de Wilton | englischer Adeliger                                                     |       |       |
| 25. Februar | Martin                                 | Abt des Benediktinerklosters in Münsterschwarzach (1465 oder 1466–1494) |       |       |

## März
| Tag      | Name              | Beruf, bekannt als                                | Alter | Beleg |
| -------- | ----------------- | ------------------------------------------------- | ----- | ----- |
| 2. März  | Niccolò dell’Arca | italienischer Bildhauer                           |       |       |
| 15. März | Lambert           | Seigneur von Antibes, Herr von Monaco (1457–1494) |       |       |

## April
| Tag       | Name                  | Beruf, bekannt als                | Alter | Beleg |
| --------- | --------------------- | --------------------------------- | ----- | ----- |
| 22. April | Philippe de Crèvecœur | französisch-burgundischer Adliger |       |       |

## Mai
| Tag     | Name                           | Beruf, bekannt als                  | Alter | Beleg |
| ------- | ------------------------------ | ----------------------------------- | ----- | ----- |
| 26. Mai | Johann Freitag von Loringhoven | Landmeister von Livland (1483–1494) |       |       |

## Juni
| Tag      | Name                         | Beruf, bekannt als                                                          | Alter | Beleg |
| -------- | ---------------------------- | --------------------------------------------------------------------------- | ----- | ----- |
| 26. Juni | Ctibor Tobischau von Cimburg | Oberstkanzler von Böhmen, Landeshauptmann von Mähren, böhmischer Heerführer |       |       |

## August
| Tag        | Name              | Beruf, bekannt als                                                 | Alter | Beleg |
| ---------- | ----------------- | ------------------------------------------------------------------ | ----- | ----- |
| 1. August  | Giovanni Santi    | italienischer Maler der umbrischen Schule und Vater des Raffael    |       |       |
| 4. August  | Jurij Drohobytsch | ukrainischer Arzt, erster Doktor der Medizin und Rektor in Bologna |       |       |
| 11. August | Hans Memling      | deutscher Maler der niederländischen Schule                        |       |       |

## September
| Tag           | Name                  | Beruf, bekannt als                                                                        | Alter | Beleg |
| ------------- | --------------------- | ----------------------------------------------------------------------------------------- | ----- | ----- |
| 7. September  | Johann II. von Glymes | Herr von Bergen op Zoom, Walhain, Glymes, Bierbais, Woude, Wavre, Grimbergen und Diplomat | 76    |       |
| 28. September | Bernhardin von Feltre | Franziskaner, Prediger und Gründer caritativer Leihanstalten                              |       |       |
| 29. September | Angelo Poliziano      | italienischer Humanist und Dichter                                                        | 40    |       |

## Oktober
| Tag         | Name                        | Beruf, bekannt als      | Alter | Beleg |
| ----------- | --------------------------- | ----------------------- | ----- | ----- |
| 4. Oktober  | Friedrich V. von Schaunberg | Erzbischof von Salzburg |       |       |
| 21. Oktober | Gian Galeazzo Sforza        | Herzog von Mailand      | 25    |       |
| 26. Oktober | Amda Seyon II.              | Kaiser von Äthiopien    |       |       |

## November
| Tag          | Name                          | Beruf, bekannt als                                                             | Alter | Beleg |
| ------------ | ----------------------------- | ------------------------------------------------------------------------------ | ----- | ----- |
| 8. November  | Melozzo da Forlì              | italienischer Maler                                                            | 56    |       |
| 16. November | Theda                         | ostfriesische Gräfin, durch Heirat Gräfin und später Regentin von Ostfriesland |       |       |
| 17. November | Giovanni Pico della Mirandola | italienischer Humanist                                                         | 31    |       |
| 24. November | Pál Kinizsi                   | ungarischer Feldherr                                                           |       |       |

## Dezember
| Tag          | Name                 | Beruf, bekannt als     | Alter | Beleg |
| ------------ | -------------------- | ---------------------- | ----- | ----- |
| 19. Dezember | Matteo Maria Boiardo | italienischer Dichter  |       |       |
| 30. Dezember | John Russell         | englischer Geistlicher |       |       |

## Datum unbekannt
| Tag | Name                          | Beruf, bekannt als | Alter | Beleg |
| --- | ----------------------------- | --- | ----- | ----- |
|     | Ali Mirza                     | Sohn des Sektenführers Scheich Haidar und Alamschah Begom; und Bruder des späteren iranischen Königs Ismail I.                            |       |       |
|     | Jitzchak Arama                | spanisch-jüdischer Gelehrter |       |       |
|     | Giosafat Barbaro              | venezianischer Kaufmann und Reisender |       |       |
|     | Kilian von Bibra              | Dompropst und Generalvikar in Würzburg |       |       |
|     | Jacques de Brézé              | Großseneschall der Normandie, Graf von Maulévrier, Vizegraf von Le Bec-Crespin und Marny, Herr von Anet                                   |       |       |
|     | Bartolomeo della Rovere       | italienischer Geistlicher und Bischof |       |       |
|     | Hans Dirmstein                | deutscher Goldschmied und Zeichner |       |       |
|     | Eskandar                      | Kaiser von Äthiopien (1478–1494) |       |       |
|     | Guacanagari                   | König von Hispaniola |       |       |
|     | Hinrich Lipperade der Jüngere | Lübecker Kaufmann und Ratsherr |       |       |
|     | Giorgio Merula                | italienischer Humanist |       |       |
|     | Edmund Montfort               | englischer Ritter |       |       |
|     | Moritz                        | letzter regierender Graf der Grafschaft Pyrmont aus der Pyrmonter Linie der Grafen von Schwalenberg und Kommandant der Reichsstadt Lübeck |       |       |
|     | Muhammad XIII.                | Emir von Granada |       |       |
|     | Wilhelm Pleydenwurff          | deutscher Maler und Holzbildhauer |       |       |
|     | Ludwig Schongauer             | deutscher Maler und Kupferstecher |       |       |
|     | Gregor Weßenigk               | römisch-katholischer Geistlicher (Altarist)                                                                                               |       |       |
|     | Wladislaus                    | Herzog von Zator |       |       |